# Campionato mondiale di calcio 1938
Il Campionato mondiale di calcio FIFA 1938 o Coppa del Mondo Jules Rimet 1938 (in francese: Coupe du Monde Jules Rimet 1938, in inglese: 1938 World Cup Jules Rimet), noto anche come Francia 1938, è stato la terza edizione della massima competizione per le rappresentative di calcio (squadre comunemente chiamate "nazionali") maschili maggiori delle federazioni sportive affiliate alla FIFA.
Si disputò dal 4 al 19 giugno 1938 in Francia e fu vinta dall'Italia campione in carica.
Le città che ospitarono gli incontri furono Antibes, Bordeaux, Le Havre, Lilla, Marsiglia, Parigi, Colombes, Reims, Strasburgo, Tolosa. A Lione era previsto l'ottavo di finale tra Austria e Svezia, non disputato a causa dell'Anschluss.

## Stadi
Gli stadi scelti per ospitare il campionato mondiale di calcio 1938 furono undici, in dieci città. A Lione non si disputò nessuna partita per via del ritiro della nazionale austriaca a causa dell'Anschluss.
| Parigi                                              | Parigi | Marsiglia | Lione                            |
| --------------------------------------------------- | --- | --- | -------------------------------- |
| Stadio olimpico Yves du Manoir (Stadio di Colombes) | Parco dei Principi | Stadio Vélodrome | Stadio di Gerland (inutilizzato) |
| 48°55′46″N 2°14′53″E                                | 48°50′29″N 2°15′11″E | 43°16′11″N 5°23′45″E | 45°43′26″N 4°49′57″E             |
| Posti: 60 000                                       | Posti: 35 000 | Posti: 48 000 | Posti: 40 500                    |
|                                                     | | |                                  |
| Tolosa                                              | Antibes Bordeaux Le Havre Lilla Lione Marsiglia Parigi Reims Strasburgo Tolosa Una mappa che mostra le posizioni delle sedi utilizzate durante la Coppa del Mondo FIFA del 1938. L'unica partita in programma a Lione è stata annullata a causa del ritiro dell'Austria | Antibes Bordeaux Le Havre Lilla Lione Marsiglia Parigi Reims Strasburgo Tolosa Una mappa che mostra le posizioni delle sedi utilizzate durante la Coppa del Mondo FIFA del 1938. L'unica partita in programma a Lione è stata annullata a causa del ritiro dell'Austria | Bordeaux                         |
| Stadio del T.O.E.C.                                 | Antibes Bordeaux Le Havre Lilla Lione Marsiglia Parigi Reims Strasburgo Tolosa Una mappa che mostra le posizioni delle sedi utilizzate durante la Coppa del Mondo FIFA del 1938. L'unica partita in programma a Lione è stata annullata a causa del ritiro dell'Austria | Antibes Bordeaux Le Havre Lilla Lione Marsiglia Parigi Reims Strasburgo Tolosa Una mappa che mostra le posizioni delle sedi utilizzate durante la Coppa del Mondo FIFA del 1938. L'unica partita in programma a Lione è stata annullata a causa del ritiro dell'Austria | Stade Municipal                  |
| 43°34′59″N 1°26′03″E                                | Antibes Bordeaux Le Havre Lilla Lione Marsiglia Parigi Reims Strasburgo Tolosa Una mappa che mostra le posizioni delle sedi utilizzate durante la Coppa del Mondo FIFA del 1938. L'unica partita in programma a Lione è stata annullata a causa del ritiro dell'Austria | Antibes Bordeaux Le Havre Lilla Lione Marsiglia Parigi Reims Strasburgo Tolosa Una mappa che mostra le posizioni delle sedi utilizzate durante la Coppa del Mondo FIFA del 1938. L'unica partita in programma a Lione è stata annullata a causa del ritiro dell'Austria | 44°49′45″N 0°35′53″W             |
| Posti: 20 000                                       | Antibes Bordeaux Le Havre Lilla Lione Marsiglia Parigi Reims Strasburgo Tolosa Una mappa che mostra le posizioni delle sedi utilizzate durante la Coppa del Mondo FIFA del 1938. L'unica partita in programma a Lione è stata annullata a causa del ritiro dell'Austria | Antibes Bordeaux Le Havre Lilla Lione Marsiglia Parigi Reims Strasburgo Tolosa Una mappa che mostra le posizioni delle sedi utilizzate durante la Coppa del Mondo FIFA del 1938. L'unica partita in programma a Lione è stata annullata a causa del ritiro dell'Austria | Posti: 25 000                    |
|                                                     | Antibes Bordeaux Le Havre Lilla Lione Marsiglia Parigi Reims Strasburgo Tolosa Una mappa che mostra le posizioni delle sedi utilizzate durante la Coppa del Mondo FIFA del 1938. L'unica partita in programma a Lione è stata annullata a causa del ritiro dell'Austria | Antibes Bordeaux Le Havre Lilla Lione Marsiglia Parigi Reims Strasburgo Tolosa Una mappa che mostra le posizioni delle sedi utilizzate durante la Coppa del Mondo FIFA del 1938. L'unica partita in programma a Lione è stata annullata a causa del ritiro dell'Austria |                                  |
| Strasburgo                                          | Antibes Bordeaux Le Havre Lilla Lione Marsiglia Parigi Reims Strasburgo Tolosa Una mappa che mostra le posizioni delle sedi utilizzate durante la Coppa del Mondo FIFA del 1938. L'unica partita in programma a Lione è stata annullata a causa del ritiro dell'Austria | Antibes Bordeaux Le Havre Lilla Lione Marsiglia Parigi Reims Strasburgo Tolosa Una mappa che mostra le posizioni delle sedi utilizzate durante la Coppa del Mondo FIFA del 1938. L'unica partita in programma a Lione è stata annullata a causa del ritiro dell'Austria | Le Havre                         |
| Stadio della Meinau                                 | Antibes Bordeaux Le Havre Lilla Lione Marsiglia Parigi Reims Strasburgo Tolosa Una mappa che mostra le posizioni delle sedi utilizzate durante la Coppa del Mondo FIFA del 1938. L'unica partita in programma a Lione è stata annullata a causa del ritiro dell'Austria | Antibes Bordeaux Le Havre Lilla Lione Marsiglia Parigi Reims Strasburgo Tolosa Una mappa che mostra le posizioni delle sedi utilizzate durante la Coppa del Mondo FIFA del 1938. L'unica partita in programma a Lione è stata annullata a causa del ritiro dell'Austria | Stadio Municipale                |
| 48°33′36″N 7°45′17″E                                | Antibes Bordeaux Le Havre Lilla Lione Marsiglia Parigi Reims Strasburgo Tolosa Una mappa che mostra le posizioni delle sedi utilizzate durante la Coppa del Mondo FIFA del 1938. L'unica partita in programma a Lione è stata annullata a causa del ritiro dell'Austria | Antibes Bordeaux Le Havre Lilla Lione Marsiglia Parigi Reims Strasburgo Tolosa Una mappa che mostra le posizioni delle sedi utilizzate durante la Coppa del Mondo FIFA del 1938. L'unica partita in programma a Lione è stata annullata a causa del ritiro dell'Austria | 49°30′06″N 0°10′15″E             |
| Posti: 30 000                                       | Antibes Bordeaux Le Havre Lilla Lione Marsiglia Parigi Reims Strasburgo Tolosa Una mappa che mostra le posizioni delle sedi utilizzate durante la Coppa del Mondo FIFA del 1938. L'unica partita in programma a Lione è stata annullata a causa del ritiro dell'Austria | Antibes Bordeaux Le Havre Lilla Lione Marsiglia Parigi Reims Strasburgo Tolosa Una mappa che mostra le posizioni delle sedi utilizzate durante la Coppa del Mondo FIFA del 1938. L'unica partita in programma a Lione è stata annullata a causa del ritiro dell'Austria | Posti: 22 000                    |
|                                                     | Antibes Bordeaux Le Havre Lilla Lione Marsiglia Parigi Reims Strasburgo Tolosa Una mappa che mostra le posizioni delle sedi utilizzate durante la Coppa del Mondo FIFA del 1938. L'unica partita in programma a Lione è stata annullata a causa del ritiro dell'Austria | Antibes Bordeaux Le Havre Lilla Lione Marsiglia Parigi Reims Strasburgo Tolosa Una mappa che mostra le posizioni delle sedi utilizzate durante la Coppa del Mondo FIFA del 1938. L'unica partita in programma a Lione è stata annullata a causa del ritiro dell'Austria |                                  |
| Reims                                               | Lilla | Antibes |                                  |
| Vélodrome Municipal                                 | Stadio Victor Boucquey | Stadio di Fort Carré |                                  |
| 49°14′48″N 4°01′30″E                                | 50°38′15″N 3°02′10″E | 43°35′27″N 7°07′32″E |                                  |
| Posti: 18 000                                       | Posti: 15 000 | Posti: 15 000 |                                  |
|                                                     | | |                                  |

## Squadre partecipanti
| Pr. | Squadra                  | Data di qualificazione certa | Confederazione      | Partecipante in quanto                                         | Partecipazioni precedenti al torneo |
| --- | ------------------------ | ---------------------------- | ------------------- | -------------------------------------------------------------- | ----------------------------------- |
| 1   | Francia                  | 13 agosto 1936               | Europa              | Rappresentativa della nazione organizzatrice della fase finale | 2 (1930, 1934)                      |
| 2   | Italia                   | 13 agosto 1936               | Europa              | Paese detentore del titolo                                     | 1 (1934)                            |
| 3   | Austria                  | 5 ottobre 1937               | Europa              | Vincitrice del gruppo 8                                        | 1 (1934)                            |
| 4   | Norvegia                 | 7 novembre 1937              | Europa              | Vincitrice del gruppo 2                                        | −                                   |
| 5   | Germania                 | 21 novembre 1937             | Europa              | Vincitrice del gruppo 1                                        | 1 (1934)                            |
| 6   | Svezia                   | 21 novembre 1937             | Europa              | Seconda classificata del gruppo 1                              | 1 (1934)                            |
| 7   | Romania                  | dicembre 1937                | Europa              | Qualificata automaticamente nel gruppo 4                       | 2 (1930, 1934)                      |
| 8   | Brasile                  | marzo 1938                   | America meridionale | Qualificata automaticamente nel gruppo 10                      | 2 (1930, 1934)                      |
| 9   | Ungheria                 | 25 marzo 1938                | Europa              | Vincitrice del gruppo 6                                        | 1 (1934)                            |
| 10  | Indie orientali olandesi | aprile 1938                  | Asia                | Qualificata automaticamente nel gruppo 12                      | −                                   |
| 11  | Polonia                  | 3 aprile 1938                | Europa              | Vincitrice del gruppo 3                                        | −                                   |
| 12  | Belgio                   | 3 aprile 1938                | Europa              | Seconda classificata del gruppo 9                              | 2 (1930, 1934)                      |
| 13  | Paesi Bassi              | 3 aprile 1938                | Europa              | Vincitrice del gruppo 9                                        | 1 (1934)                            |
| 14  | Cecoslovacchia           | 24 aprile 1938               | Europa              | Vincitrice del gruppo 7                                        | 1 (1934)                            |
| 15  | Svizzera                 | 1º maggio 1938               | Europa              | Vincitrice del gruppo 5                                        | 1 (1934)                            |
| 16  | Cuba                     | 29 maggio 1938               | America latina      | Qualificata automaticamente nel gruppo 11                      | −                                   |

Nota bene: nella sezione "partecipazioni precedenti al torneo", le date in grassetto indicano che la nazione ha vinto quella edizione del torneo, mentre le date in corsivo indicano la nazione ospitante. Dal gruppo 11 (quello dell'America centro-settentrionale) si ritirarono sia il Messico sia gli Stati Uniti.

## Il sorteggio
Il sorteggio viene effettuato a Parigi il 5 marzo 1938.
Al momento del sorteggio sono qualificate solamente otto delle sedici finaliste; viene deciso di effettuare il sorteggio ipotizzando che dalle qualificazioni passi la squadra considerata la migliore sulla carta.
Le due fasce sono le seguenti:
| Primo gruppo              | Secondo gruppo                         |
| ------------------------- | -------------------------------------- |
| Francia                   | Norvegia                               |
| Italia                    | Romania                                |
| Austria                   | Svezia                                 |
| Brasile                   | Belgio o Lussemburgo                   |
| Germania                  | Paesi Bassi o Lussemburgo              |
| Argentina o Cuba          | Polonia o Jugoslavia                   |
| Cecoslovacchia o Bulgaria | Stati Uniti o Indie orientali olandesi |
| Ungheria o Grecia         | Svizzera o Portogallo                  |

Dopo il primo sorteggio si passa agli abbinamenti per i quarti di finale e le semifinali. L'ordine per i quarti è il seguente: vincente E contro vincente B (partita 1); vincente A contro C (partita 2); vincente H contro D (partita 3); vincente G contro F (partita 4). 
| gruppi | Ottavi                    |                                        |
| ------ | ------------------------- | -------------------------------------- |
| A      | Germania                  | Svizzera o Portogallo                  |
| B      | Austria                   | Svezia                                 |
| C      | Ungheria o Grecia         | Stati Uniti o Indie orientali olandesi |
| D      | Francia                   | Belgio o Lussemburgo                   |
| E      | Argentina o Cuba          | Romania                                |
| F      | Cecoslovacchia o Bulgaria | Paesi Bassi o Lussemburgo              |
| G      | Brasile                   | Polonia o Jugoslavia                   |
| H      | Italia                    | Norvegia                               |

## Avvenimenti
Nel 1936, durante i Giochi Olimpici di Berlino, venne affidata alla Francia l'organizzazione del Mondiale del 1938. Fu una scelta che scatenò subito polemiche, perché secondo i dirigenti sudamericani non era rispettato il principio dell'alternanza Europa-Sudamerica. Pertanto l'Argentina, che a lungo aveva coltivato l'ambizione di ospitare la terza edizione del campionato, si ritirò dalla competizione, subito seguita dall'Uruguay.
Per la prima volta la selezione del Paese ospitante e quella Campione uscente (in questo caso rispettivamente Francia e Italia), vennero ammesse di diritto alla fase finale. Vi presero parte 13 squadre europee, due sudamericane ed esordì un'asiatica, le Indie orientali olandesi (oggi Indonesia). Le altre tre debuttanti furono Cuba, Norvegia e Polonia, la quale diede vita a un avvincente ottavo di finale contro il Brasile. L'organizzazione francese s'impegnò in uno sforzo economico non indifferente: gli impianti vennero rimodernati, lo stadio di Colombes fu ampliato, mentre quelli di Bordeaux e Marsiglia furono ristrutturati.

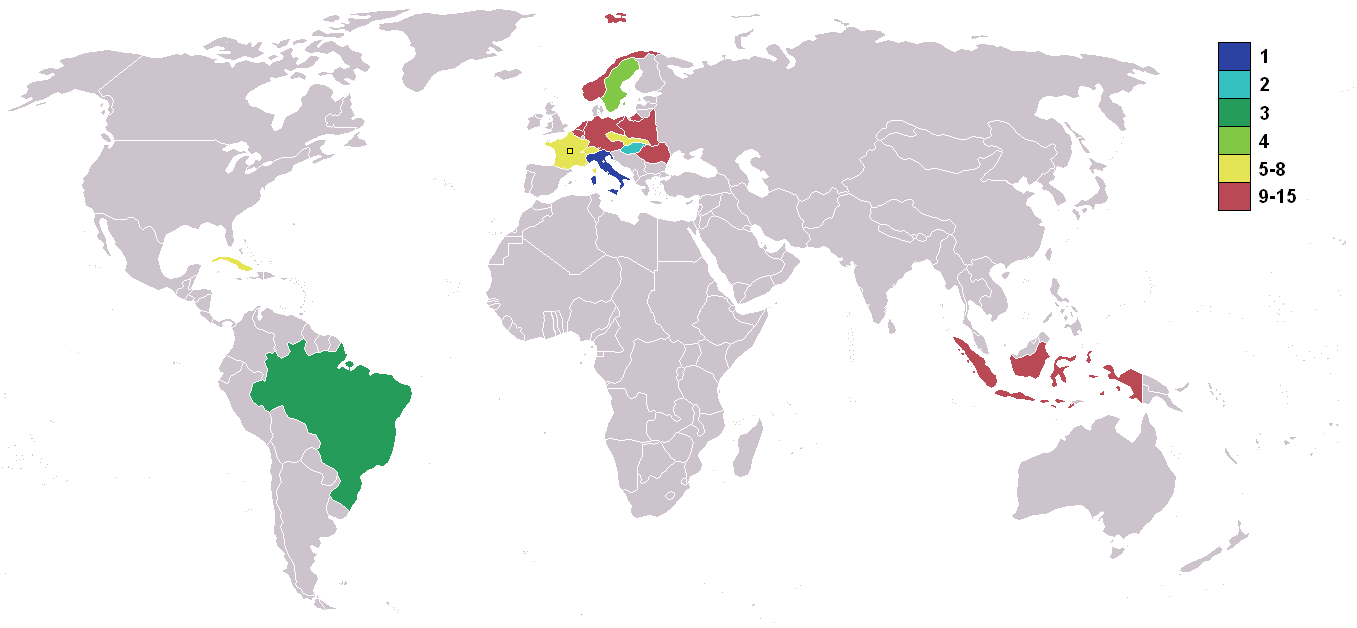
Piazzamenti delle nazionali

Gli avvenimenti politici che stavano portando l'Europa verso la seconda guerra mondiale condizionarono inevitabilmente il Mondiale: la forte Austria del commissario tecnico Hugo Meisl e di Matthias Sindelar (probabilmente il più grande giocatore austriaco di tutti i tempi), quarta in Italia nel Mondiale del 1934 e medaglia d'argento a Berlino nel 1936, dovette rinunciare, in quanto unita con l'Anschluss alla Germania nazista (che tentò la convocazione dei migliori giocatori austriaci); la Spagna, lacerata dalla guerra civile, non poté neanche prendere parte alle qualificazioni.
All'esordio di Marsiglia gli azzurri furono duramente contestati dal pubblico francese per il saluto romano. Vinsero, per la seconda volta consecutiva e nonostante un calendario molto difficile, gli Azzurri di Vittorio Pozzo, che incontrarono i problemi più grandi proprio a Marsiglia: servirono i tempi supplementari per avere la meglio sull'esordiente Norvegia.
Nei quarti di finale l'Italia, che si presentò con la divisa di cortesia nera voluta dal regime fascista, finì per avere la meglio (3-1) sui padroni di casa in una partita dura caratterizzata da un goffo intervento del portiere francese Di Lorto su un tiro non irresistibile di Gino Colaussi; nella semifinale l'Italia superò l'ambiziosissimo Brasile, che aveva già prenotato i biglietti aerei per Parigi e non aveva schierato il suo miglior giocatore, Leônidas. Secondo alcuni, ciò avvenne per dargli riposo in vista della finale, ma secondo altre fonti il giocatore era in effetti infortunato.
A causa della sconfitta ad opera di Meazza, che durante la partita segnò un rigore tenendosi con la mano i calzoncini a causa della rottura dell'elastico, e nonostante le richieste del CT italiano Pozzo, i brasiliani non vollero cedere i biglietti aerei agli italiani, che furono costretti dunque a raggiungere Parigi in treno. L'Italia non lasciò scampo all'Ungheria nella finale di Colombes e ottenne il secondo titolo consecutivo grazie alle doppiette di Silvio Piola e Gino Colaussi; in particolare il 2-1 fu il risultato di una bellissima azione corale svoltasi nell'area ungherese e conclusa con un imparabile tiro all'incrocio del centravanti della Lazio.
L'Italia bissò così il successo del 1934, dando prova del grande valore che la Nazionale aveva in quel decennio d'oro. Nel complesso la Coppa del Mondo francese conobbe un enorme successo di pubblico e fu grazie ad essa che il mondo ebbe l'ultima opportunità di vedere uno spettacolo di fratellanza internazionale prima dello scoppio della Seconda guerra mondiale, nel 1939: il conflitto interruppe il corso della manifestazione. L'edizione del 1942, che sarebbe stata assegnata al Brasile o alla Germania, non ebbe mai luogo: il Mondiale sarebbe tornato solamente nel 1950.

## Risultati

### Tabellone
|  | Ottavi di finale         | Ottavi di finale         | Ottavi di finale |                |          | Quarti di finale | Quarti di finale | Quarti di finale |        |         | Semifinali | Semifinali | Semifinali |                           |                           | Finale                    | Finale | Finale |  |
|  |                          |                          |                  |                |          |                  |                  |                  |        |         |            |            |            |                           |                           |                           |        |        |  |
|  | Francia                  | Francia                  | 3                |                |          |                  |                  |                  |        |         |            |            |            |                           |                           |                           |        |        |  |
|  | Francia                  | Francia                  | 3                |                |          |                  |                  |                  |        |         |            |            |            |                           |                           |                           |        |        |  |
|  | Belgio                   | Belgio                   | 1                |                |          |                  |                  |                  |        |         |            |            |            |                           |                           |                           |        |        |  |
|  | Belgio                   | Belgio                   | 1                |                | Francia  | Francia          | 1                |                  |        |         |            |            |            |                           |                           |                           |        |        |  |
|  |                          |                          |                  |                | Francia  | Francia          | 1                |                  |        |         |            |            |            |                           |                           |                           |        |        |  |
|  |                          |                          | Italia           | Italia         | 3        |                  |                  |                  |        |         |            |            |            |                           |                           |                           |        |        |  |
|  | Italia (dts)             | Italia (dts)             | Italia           | Italia         | 3        | 2                |                  |                  |        |         |            |            |            |                           |                           |                           |        |        |  |
|  | Italia (dts)             | Italia (dts)             |                  |                |          |                  |                  |                  |        |         |            |            |            |                           |                           |                           |        |        |  |
|  | Norvegia                 | Norvegia                 | 1                |                |          |                  |                  |                  |        |         |            |            |            |                           |                           |                           |        |        |  |
|  | Norvegia                 | Norvegia                 | 1                |                | Italia   | Italia           | 2                |                  |        |         |            |            |            |                           |                           |                           |        |        |  |
|  |                          |                          |                  |                |          |                  |                  |                  |        |         |            |            |            |                           |                           |                           |        |        |  |
|  |                          |                          | Brasile          | Brasile        | 1        |                  |                  |                  |        |         |            |            |            |                           |                           |                           |        |        |  |
|  | Brasile (dts)            | Brasile (dts)            | Brasile          | Brasile        | 1        | 6                |                  |                  |        |         |            |            |            |                           |                           |                           |        |        |  |
|  | Brasile (dts)            | Brasile (dts)            |                  |                |          |                  |                  |                  |        |         |            |            |            |                           |                           |                           |        |        |  |
|  | Polonia                  | Polonia                  | 5                |                |          |                  |                  |                  |        |         |            |            |            |                           |                           |                           |        |        |  |
|  | Polonia                  | Polonia                  | 5                |                | Brasile  | Brasile          | 1 (2)            |                  |        |         |            |            |            |                           |                           |                           |        |        |  |
|  |                          |                          |                  |                | Brasile  | Brasile          | 1 (2)            |                  |        |         |            |            |            |                           |                           |                           |        |        |  |
|  |                          |                          | Cecoslovacchia   | Cecoslovacchia | 1 (1)    |                  |                  |                  |        |         |            |            |            |                           |                           |                           |        |        |  |
|  | Cecoslovacchia (dts)     | Cecoslovacchia (dts)     | Cecoslovacchia   | Cecoslovacchia | 1 (1)    | 3                |                  |                  |        |         |            |            |            |                           |                           |                           |        |        |  |
|  | Cecoslovacchia (dts)     | Cecoslovacchia (dts)     |                  |                |          |                  |                  |                  |        |         |            |            |            |                           |                           |                           |        |        |  |
|  | Paesi Bassi              | Paesi Bassi              | 0                |                |          |                  |                  |                  |        |         |            |            |            |                           |                           |                           |        |        |  |
|  | Paesi Bassi              | Paesi Bassi              | 0                |                | Italia   | Italia           | 4                |                  |        |         |            |            |            |                           |                           |                           |        |        |  |
|  |                          |                          |                  |                |          |                  |                  |                  |        |         |            |            |            |                           |                           |                           |        |        |  |
|  |                          |                          | Ungheria         | Ungheria       | 2        |                  |                  |                  |        |         |            |            |            |                           |                           |                           |        |        |  |
|  | Germania                 | Germania                 | Ungheria         | Ungheria       | 2        | 1 (2)            |                  |                  |        |         |            |            |            |                           |                           |                           |        |        |  |
|  | Germania                 | Germania                 |                  |                |          | 1 (2)            |                  |                  |        |         |            |            |            |                           |                           |                           |        |        |  |
|  | Svizzera                 | Svizzera                 | 1 (4)            |                |          |                  |                  |                  |        |         |            |            |            |                           |                           |                           |        |        |  |
|  | Svizzera                 | Svizzera                 | 1 (4)            |                | Svizzera | Svizzera         | 0                |                  |        |         |            |            |            |                           |                           |                           |        |        |  |
|  |                          |                          |                  |                | Svizzera | Svizzera         | 0                |                  |        |         |            |            |            |                           |                           |                           |        |        |  |
|  |                          |                          | Ungheria         | Ungheria       | 2        |                  |                  |                  |        |         |            |            |            |                           |                           |                           |        |        |  |
|  | Ungheria                 | Ungheria                 | Ungheria         | Ungheria       | 2        | 6                |                  |                  |        |         |            |            |            |                           |                           |                           |        |        |  |
|  | Ungheria                 | Ungheria                 |                  |                |          |                  |                  |                  |        |         |            |            |            |                           |                           |                           |        |        |  |
|  | Indie orientali olandesi | Indie orientali olandesi | 0                |                |          |                  |                  |                  |        |         |            |            |            |                           |                           |                           |        |        |  |
|  | Indie orientali olandesi | Indie orientali olandesi | 0                |                | Ungheria | Ungheria         | 5                |                  |        |         |            |            |            |                           |                           |                           |        |        |  |
|  |                          |                          |                  |                |          |                  |                  |                  |        |         |            |            |            |                           |                           |                           |        |        |  |
|  |                          |                          | Svezia           | Svezia         | 1        |                  |                  |                  |        |         |            |            |            |                           |                           |                           |        |        |  |
|  | Svezia                   | Svezia                   | Svezia           | Svezia         | 1        | -                |                  |                  |        |         |            |            |            | Finale per il terzo posto | Finale per il terzo posto | Finale per il terzo posto |        |        |  |
|  | Svezia                   | Svezia                   |                  |                |          |                  |                  |                  |        |         |            |            |            |                           |                           |                           |        |        |  |
|  | Austria                  | Austria                  | -                |                |          |                  |                  |                  |        |         |            |            |            |                           |                           |                           |        |        |  |
|  | Austria                  | Austria                  | -                |                | Svezia   | Svezia           | 8                |                  |        | Brasile | Brasile    | 4          |            |                           |                           |                           |        |        |  |
|  |                          |                          |                  |                | Svezia   | Svezia           | 8                |                  |        | Brasile | Brasile    | 4          |            |                           |                           |                           |        |        |  |
|  |                          |                          | Cuba             | Cuba           | 0        |                  |                  | Svezia           | Svezia | 2       |            |            |            |                           |                           |                           |        |        |  |
|  | Cuba                     | Cuba                     | Cuba             | Cuba           | 0        | 3 (2)            |                  | Svezia           | Svezia | 2       |            |            |            |                           |                           |                           |        |        |  |
|  | Cuba                     | Cuba                     |                  |                |          |                  |                  |                  |        |         |            |            |            |                           |                           |                           |        |        |  |
|  | Romania                  | Romania                  | 3 (1)            |                |          |                  |                  |                  |        |         |            |            |            |                           |                           |                           |        |        |  |

### Ottavi di finale
| Arbitro: | Langenus |

|             |           |              |
| Gauchel 29’ | Marcatori | 43’ Abbeglen |

| Arbitro: | Conrié |

|                                                         |           |  |
| Kohut 13’ Toldi 15’ Sárosi 28’, 89’ Zsengellér 35’, 76’ | Marcatori |  |

| Lione 5 giugno 1938, ore 17:00 UTC+1 | Svezia | – Non disputata | Austria | Stadio di Gerland |

| Arbitro: | Scarpi |

|                               |           |                                   |
| Socorro 44’, 103’ Magriña 69’ | Marcatori | 35’ Bindea 88’ Barátky 105’ Dobay |

| Arbitro: | Wüthrich |

|                              |           |                |
| Veinante 1’ Nicolas 16’, 69’ | Marcatori | 38’ Isemborghs |

| Arbitro: | Beranek |

|                       |           |             |
| Ferraris 2’ Piola 94’ | Marcatori | 83’ Brustad |

| Arbitro: | Eklind |

|                                                    |           |                                                    |
| Leônidas 18’, 93’, 104’ Romeu 25’ Perácio 44’, 71’ | Marcatori | 23’ (rig.) Scherfke 53’, 59’, 89’, 118’ Wilimowski |

| Arbitro: | Leclerq |

|                                      |           |  |
| Koštálek 93’ Nejedlý 111’ Zeman 118’ | Marcatori |  |

#### Incontri rigiocati
| Arbitro: | Eklind |

|                                   |           |                                            |
| Hahnemann 8’ Lörtscher 22’ (aut.) | Marcatori | 42’ Walaschek 64’ Bickel 75’, 78’ Abegglen |

| Arbitro: | Birlem |

|                           |           |           |
| Socorro 51’ Fernández 53’ | Marcatori | 28’ Dobay |

### Quarti di finale
| Arbitro: | Barlassina |

|  |           |                           |
|  | Marcatori | 40’ Sárosi 89’ Zsengellér |

| Arbitro: | Krist |

|                                                                        |           |  |
| Keller 9’, 80’, 81’ Wetterström 32’, 37’, 44’ Nyberg 84’ Andersson 90’ | Marcatori |  |

| Arbitro: | Baert |

|               |           |                            |
| Heisserer 10’ | Marcatori | 9’ Colaussi 51’, 72’ Piola |

| Arbitro: | von Hertzka |

|              |           |                    |
| Leônidas 30’ | Marcatori | 65’ (rig.) Nejedlý |

#### Incontro rigiocato
| Arbitro: | Capdeville |

|                          |           |             |
| Leônidas 57’ Roberto 62’ | Marcatori | 25’ Kopecký |

### Semifinali
| Arbitro: | Leclerq |

|                                                                  |           |           |
| Sven Jacobsson 19’ (aut.) Zsengellér 39’, 85’ Sas 37’ Sárosi 65’ | Marcatori | 1’ Nyberg |

| Arbitro: | Wüthrich |

|                                |           |           |
| Colaussi 51’ Meazza 60’ (rig.) | Marcatori | 87’ Romeu |

### Finale per il terzo posto
| Arbitro: | Langenus |

|                                         |           |                         |
| Romeu 44’ Leônidas 63’, 74’ Perácio 80’ | Marcatori | 28’ Jonasson 38’ Nyberg |

### Finale
| Arbitro: | Capdeville |

|                                 |           |                      |
| Colaussi 6’, 35’ Piola 16’, 82’ | Marcatori | 8’ Titkos 70’ Sárosi |

## Statistiche

### Classifica marcatori
| Reti | Marcatori          |
| ---- | ------------------ |
| 7    | Leônidas           |
| 5    | Silvio Piola       |
| 5    | György Sárosi      |
| 5    | Gyula Zsengellér   |
| 4    | Gino Colaussi      |
| 4    | Ernest Wilimowski  |
| 3    | José Perácio       |
| 3    | Romeu              |
| 3    | Tore Keller        |
| 3    | Arne Nyberg        |
| 3    | Gustav Wetterström |
| 3    | André Abegglen     |
| 2    | Oldřich Nejedlý    |
| 2    | Héctor Socorro     |
| 2    | Jean Nicolas       |
| 1    | Henri Isemborghs   |
| 1    | Roberto            |
| 1    | Vlastimil Kopecký  |
| 1    | Josef Košťálek     |
| 1    | Josef Zeman        |
| 1    | Tomás Fernández    |
| 1    | Carlos Oliveira    |
| 1    | Juan Tuñas         |
| 1    | Oscar Heisserer    |
| 1    | Émile Veinante     |
| 1    | Josef Gauchel      |
| 1    | Wilhelm Hahnemann  |
| 1    | Pietro Ferraris    |
| 1    | Giuseppe Meazza    |
| 1    | Arne Brustad       |
| 1    | Friedrich Scherfke |
| 1    | Iuliu Baratky      |
| 1    | Harry Andersson    |
| 1    | Sven Jonasson      |
| 1    | Alfred Bickel      |
| 1    | Eugène Walaschek   |
| 1    | Vilmos Kohut       |
| 1    | Ferenc Sas         |
| 1    | Pál Titkos         |
| 1    | Géza Toldi         |

### Autoreti
- Ernst Lörtscher (1)

## Premi

### All-Star Team[8]
| Portiere           | Difensori                                 | Centrocampisti                 | Attaccanti                                                         |
| ------------------ | ----------------------------------------- | ------------------------------ | ------------------------------------------------------------------ |
| František Plánička | Pietro Rava Alfredo Foni Domingos da Guia | Michele Andreolo Ugo Locatelli | Silvio Piola Gino Colaussi György Sárosi Gyula Zsengellér Leônidas |

## La squadra vincitrice
L'Italia campione del mondo 1938.
| Italia                              | Italia           |
| Giocatore                           | Squadra 1938     |
| Portieri                            | Portieri         |
| ----------------------------------- | ---------------- |
| Carlo Ceresoli                      | Bologna          |
| Aldo Olivieri                       | Lucchese         |
| Guido Masetti                       | Roma             |
| Difensori                           |                  |
| Alfredo Foni                        | Juventus         |
| Ugo Locatelli                       | Ambrosiana-Inter |
| Eraldo Monzeglio                    | Roma             |
| Pietro Rava                         | Juventus         |
| Centrocampisti                      |                  |
| Michele Andreolo                    | Bologna          |
| Aldo Donati                         | Roma             |
| Giovanni Ferrari                    | Ambrosiana-Inter |
| Mario Genta                         | Genoa            |
| Renato Olmi                         | Ambrosiana-Inter |
| Mario Perazzolo                     | Genoa            |
| Pietro Serantoni                    | Roma             |
| Attaccanti                          |                  |
| Sergio Bertoni                      | Pisa             |
| Amedeo Biavati                      | Bologna          |
| Bruno Chizzo                        | Triestina        |
| Luigi Colaussi                      | Triestina        |
| Giuseppe Meazza                     | Ambrosiana-Inter |
| Pietro Ferraris                     | Ambrosiana-Inter |
| Piero Pasinati                      | Triestina        |
| Silvio Piola                        | Lazio            |
| Commissario tecnico: Vittorio Pozzo |                  |

## Galleria d'immagini

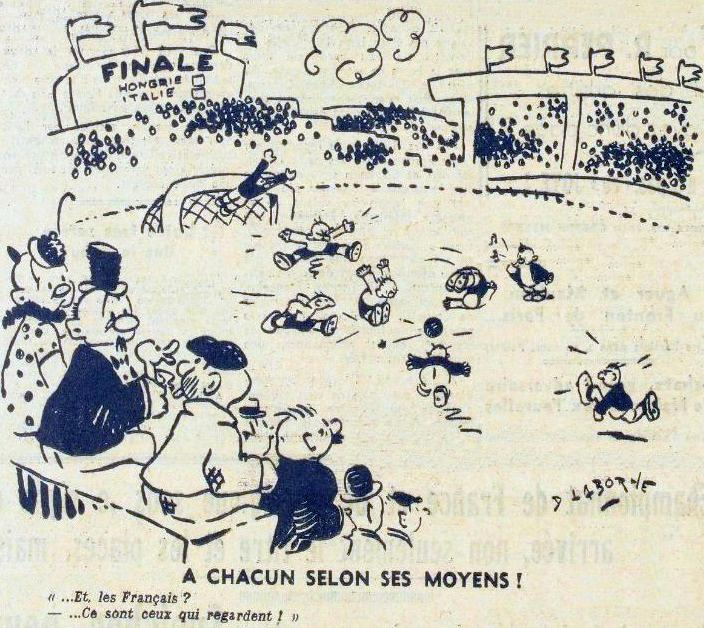
La finale della Coppa del Mondo del 1938 a Colombes, vista dai francesi.
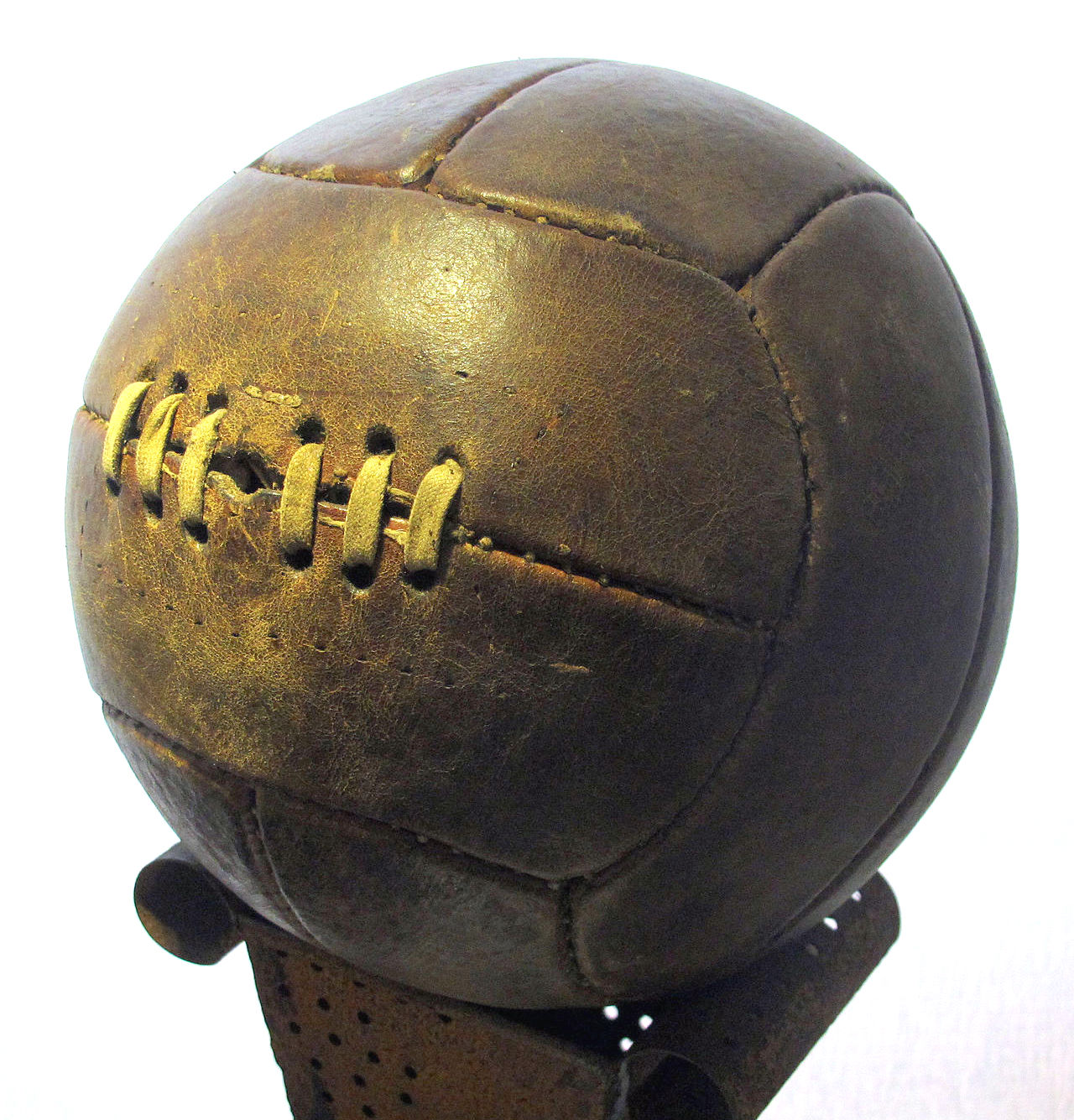
Un pallone del torneo.
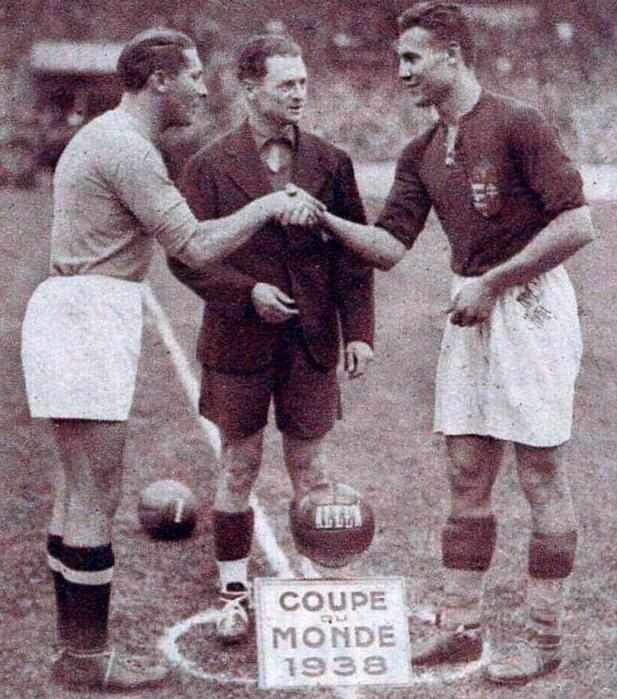
Finale della Coppa del Mondo del 1938; l'arbitro francese Georges Capdeville tra i capitani Giuseppe Meazza (a sinistra) e György Sárosi (a destra), a Colombes.